# نیلز ران (ویرجینیای غربی)
نیلز ران (به انگلیسی: Neals Run) یک منطقهٔ مسکونی در ایالات متحده آمریکا است که در شهرستان همپشر، ویرجینیای غربی واقع شده‌است.